# BNSF 철도
BNSF 철도(영어: BNSF Railway Company)는 미국 텍사스주 포트워스에 본부를 둔 철도회사이다. 벌링턴 노던 산타페(영어: Burlington Northern Santa Fe)로 불린다.
유니언 퍼시픽 철도에 이어 두 번째로 큰 북아메리카의 철도회사이다. 총연장은 12,875킬로미터이며, 주로 미국 서부 및 미국 중부에 선로를 보유하고 있다.

## 역사
1996년에 벌링턴 노던 산타페 철도(영어: Burlington Northern Santa Fe Railway)와 애치손 토피카 앤드 산타페 철도(영어: Atchison, Topeka and Santa Fe Railway)가 합병과 동시에 설립된 회사로 1999년 캐나다 내셔널 철도와 합병을 선언하였지만, 캐나다 태평양 철도와 유니언 퍼시픽 철도의 반발에 이어 미국 정부가 철도회사의 무분별 합병을 중단하기로 해 실현되지 못했다. 2005년 1월 24일에 현재명으로 회사명을 개명하였다. 2009년에 버크셔 해서웨이의 CEO인 워렌 버핏이 전 지분을 인수를 발표했다.

## 규모
대륙 횡단 철도 기업으로 북아메리카에서 유니언 퍼시픽 철도 다음으로 제2의 철도 기업이다. 환태평양 지역에서 세계화의 진전과 함께 대륙횡단 철도는 컨테이너와 화물 수송의 중요한 구성 요소가 되고 있으며 또한 이회사는 북아메리카 화물 및 곡물 점유율이 1위를 기록했다. 발전용 석탄 수송 점유율도 10%에 속한다.
이 회사는 아시아와 미국 동부를 잇는 역할을 한다. 1920년대에 그레이트 노던 철도에 의해 개통된 노선으로 아시아에서 시애틀간 선박으로 수송된 실크를 동부로 운반한다. 열차는 연료와 승무원 교대만 정차하고 도달 시간의 단축을 개선했다.

## 운행 노선
워싱턴주에서 일리노이주를 잇는 BNSF 노선은 미국에서 가장 북쪽으로 운행한다. 로스앤젤레스에서 시카고간 대륙 횡단 노선은 2006년에 복선화 공사를 마치고 잔여 구간이 단선 구간으로 사용되고 있는데 그 중 2개의 구간 모두 캔자스시티 중부 구간에 해당된다. 2005년 기준으로 1일 100개의 열차를 운행 했으나 2000년에 비하면 약 60% 증가되었다.
또한 미국의 경우 28개의 주에서 철도 노선을 운행하고 있다. 캐나다의 경우 브리티시컬럼비아주 밴쿠버와 매니토바주 위니펙을 포함한 약간의 노선을 가지고 있다. 또한 미국과 캐나다 국경 남부 지역을 통해 약 132 km 노선을 캐나다 내셔널 철도와 공유하고 있다.
노선 관리는 14개의 지역에 의해 관리하고 있으며 각 지역마다 100개 이상의 지국으로 나뉘어 있다. 각 지국은 300마일 이상의 간선 노선과 10마일 이상의 지선 노선을 관리하고 있다.
이 회사는 간선 노선의 복선 이상의 부분, 조차장, 측선을 포함하지 않고 38,624km의 노선을 가지고 운행하고 있다.
또한 미국과 캐나다를 따라 12,875 km 이상의 타사 노선에 운행하고 있다. 이를 통해 BNSF는 자사의 열차를 자사의 승무원으로 운행할 수 있고 경쟁력을 강화할 수 있다. BNSF 로고를 페인트된 디젤 기관차는 미국과 캐나다를 운행하고 있다.

## 사진

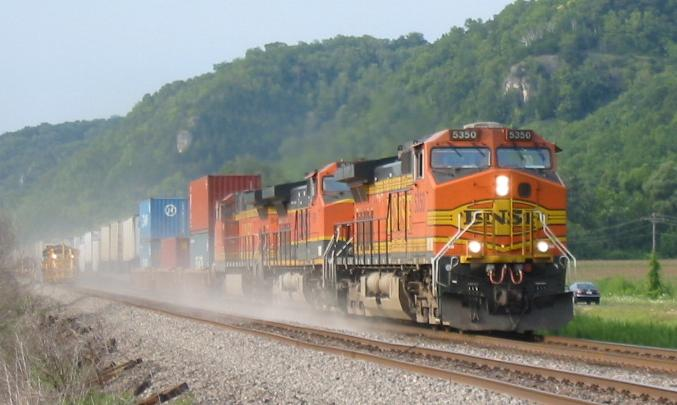
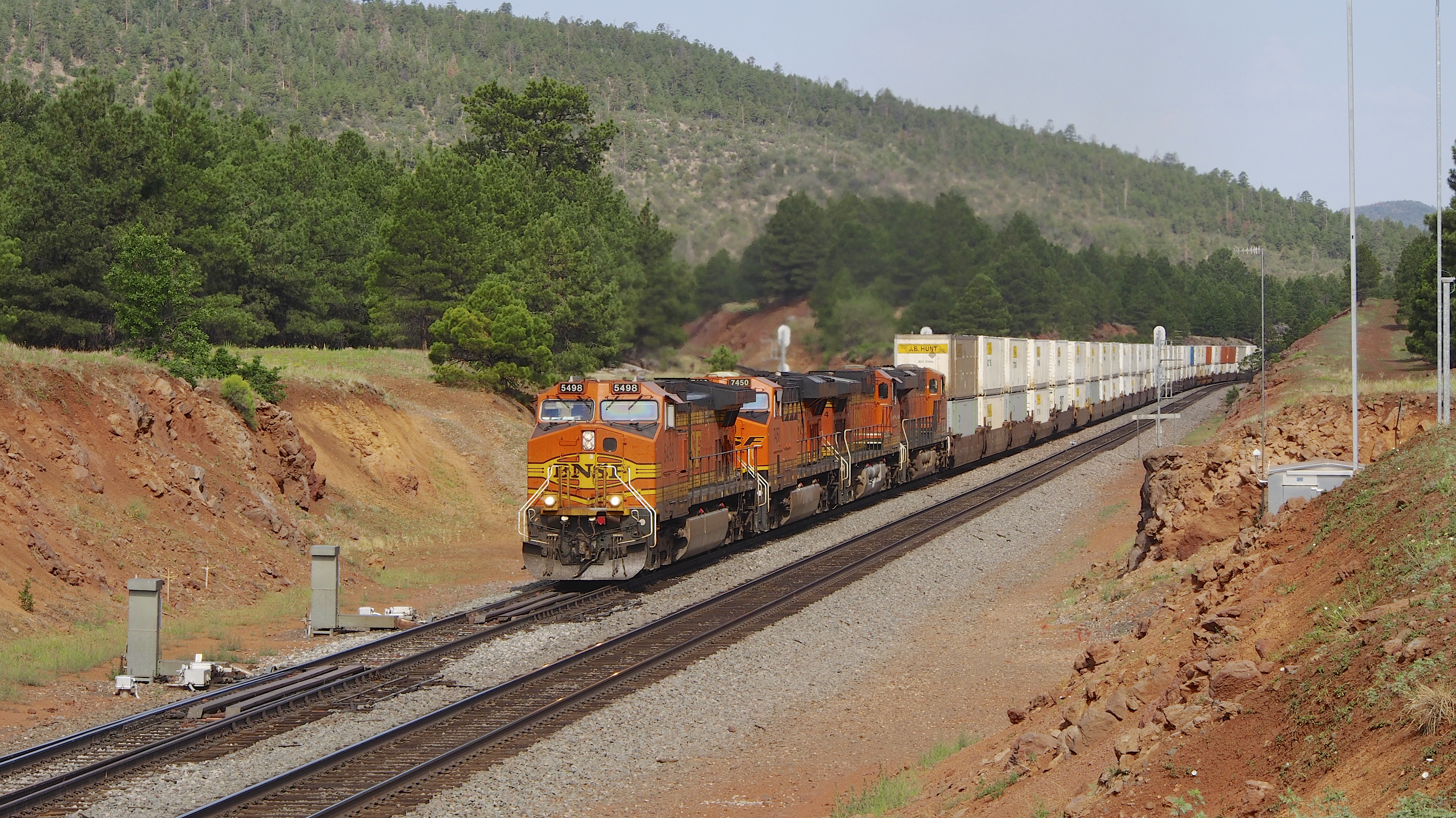
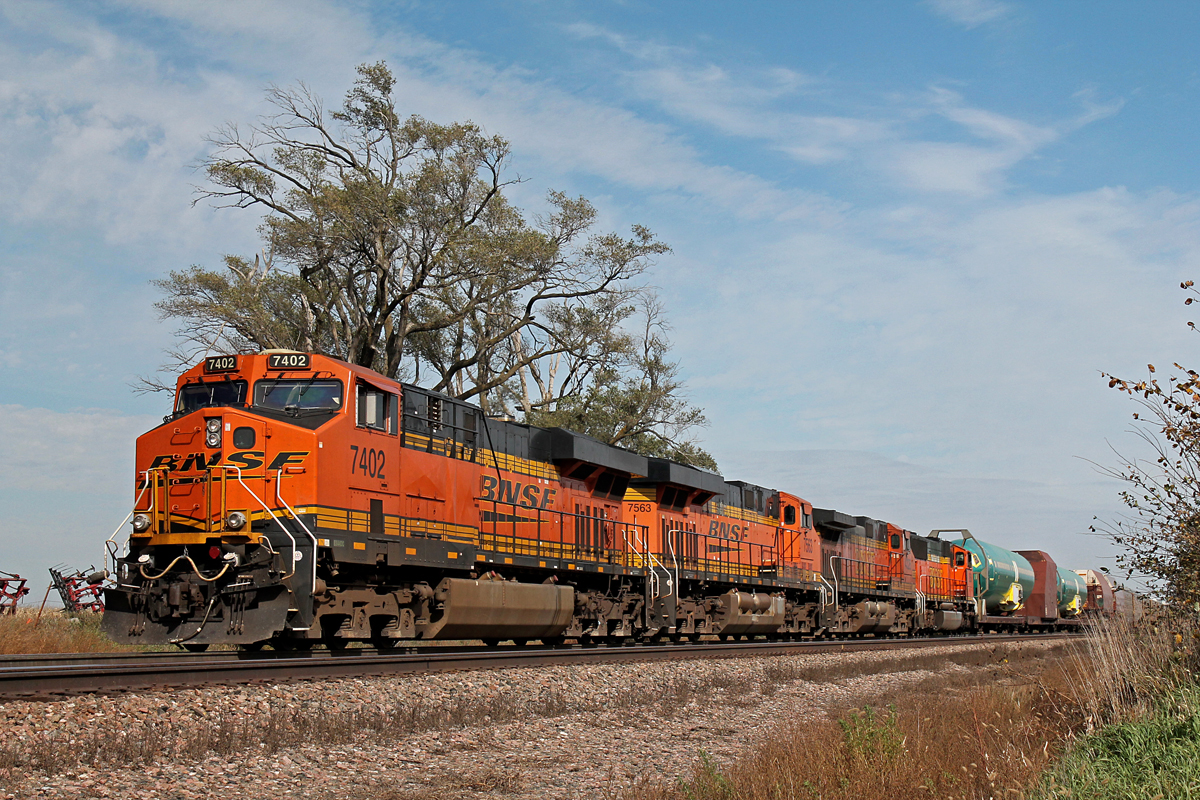
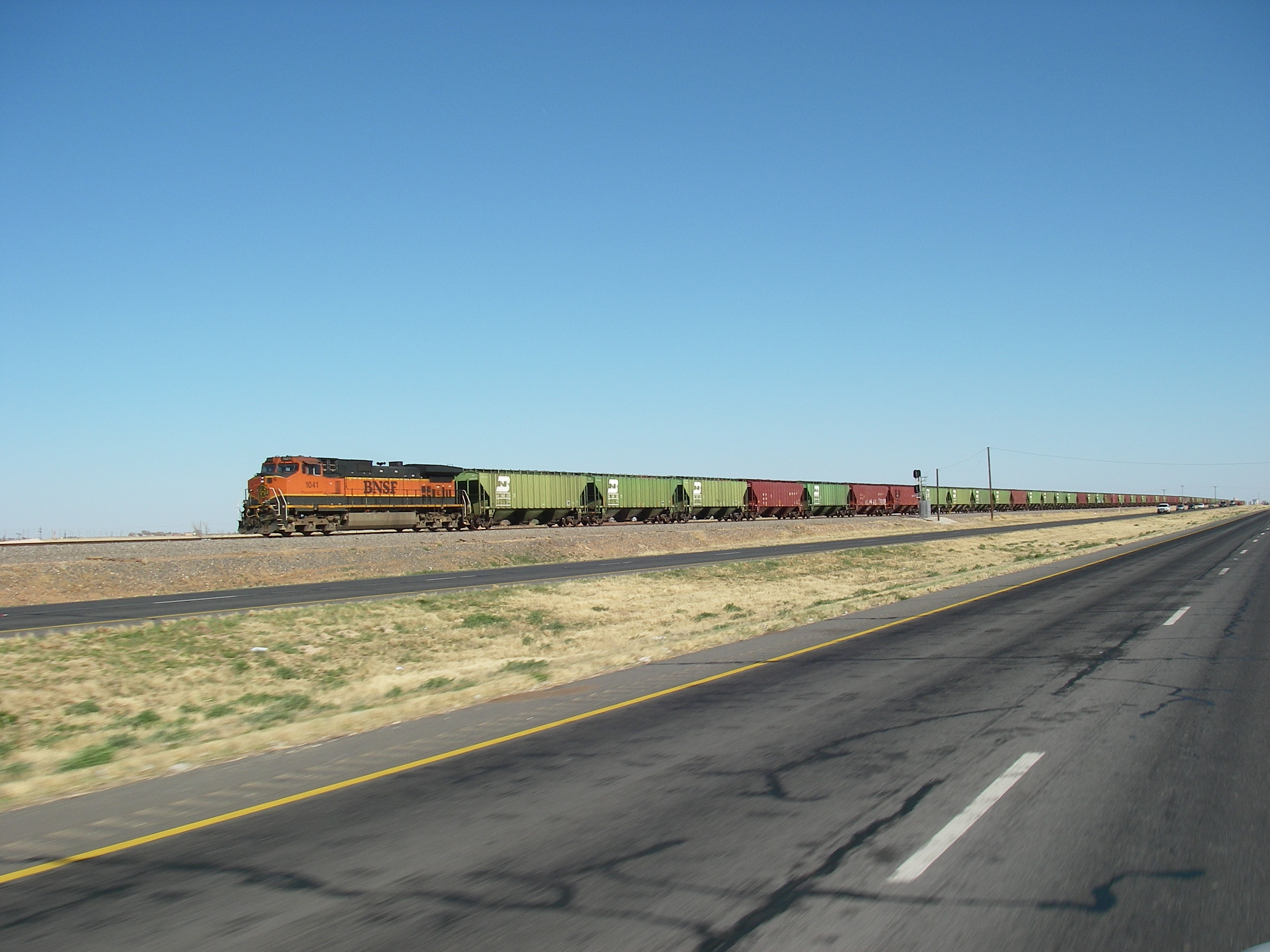
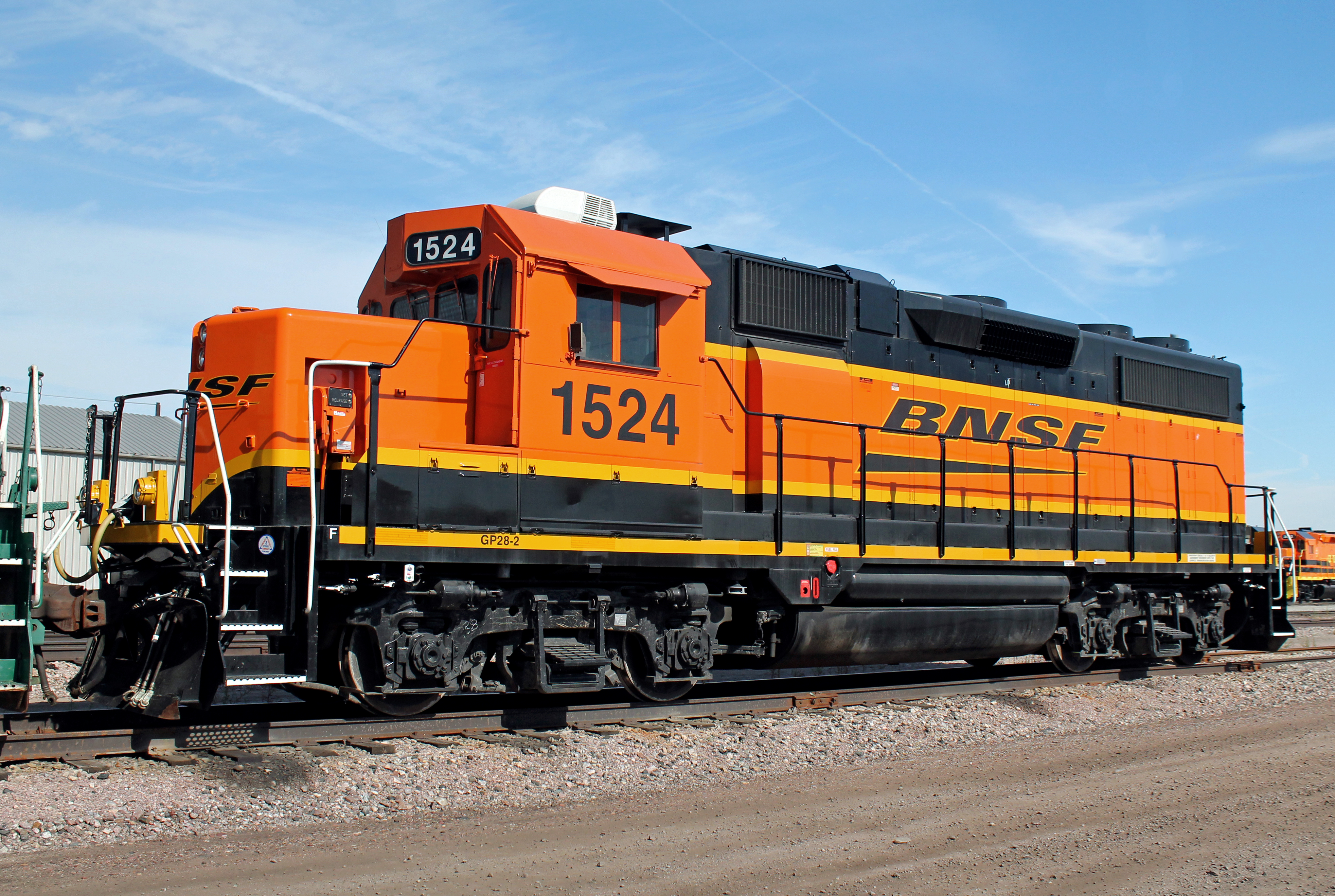
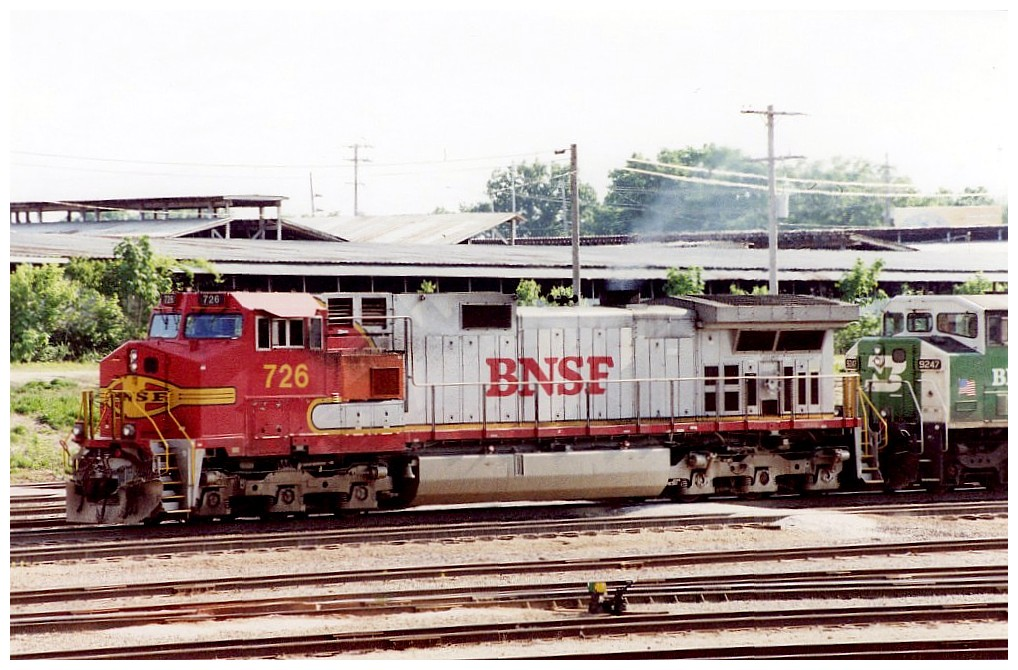
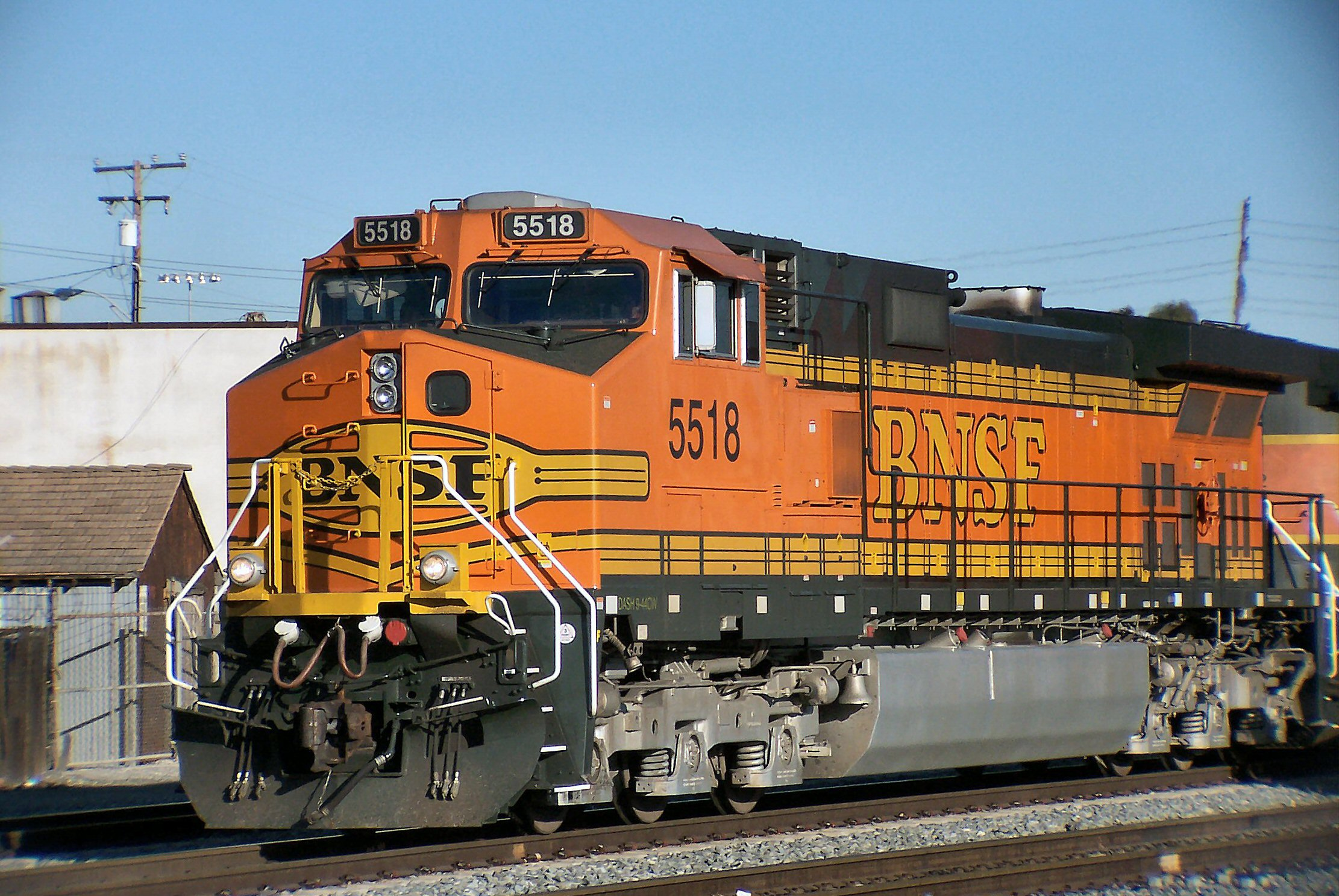
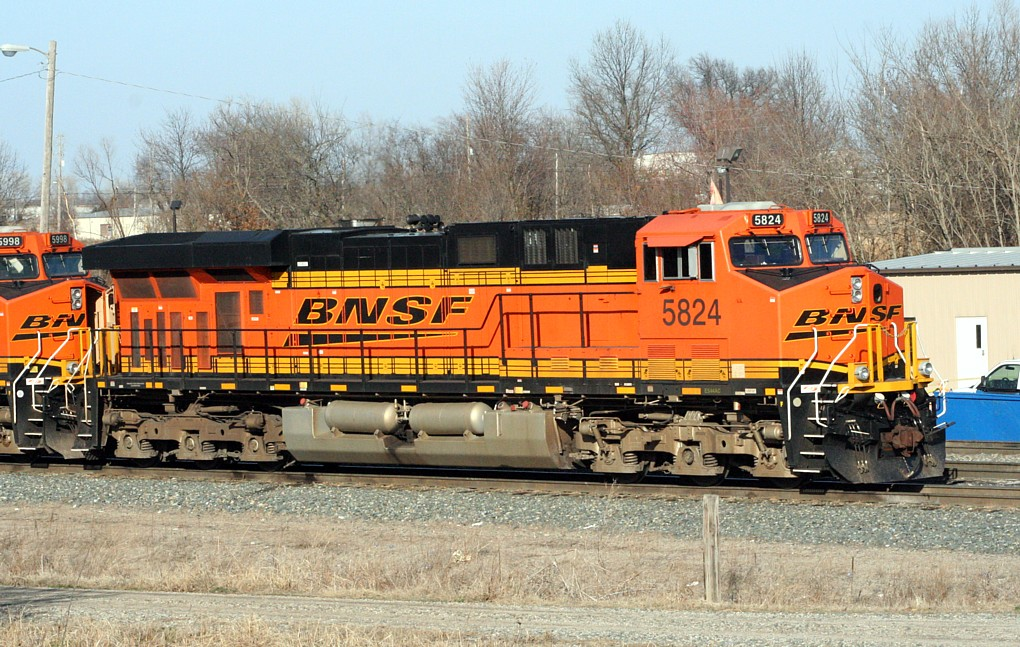
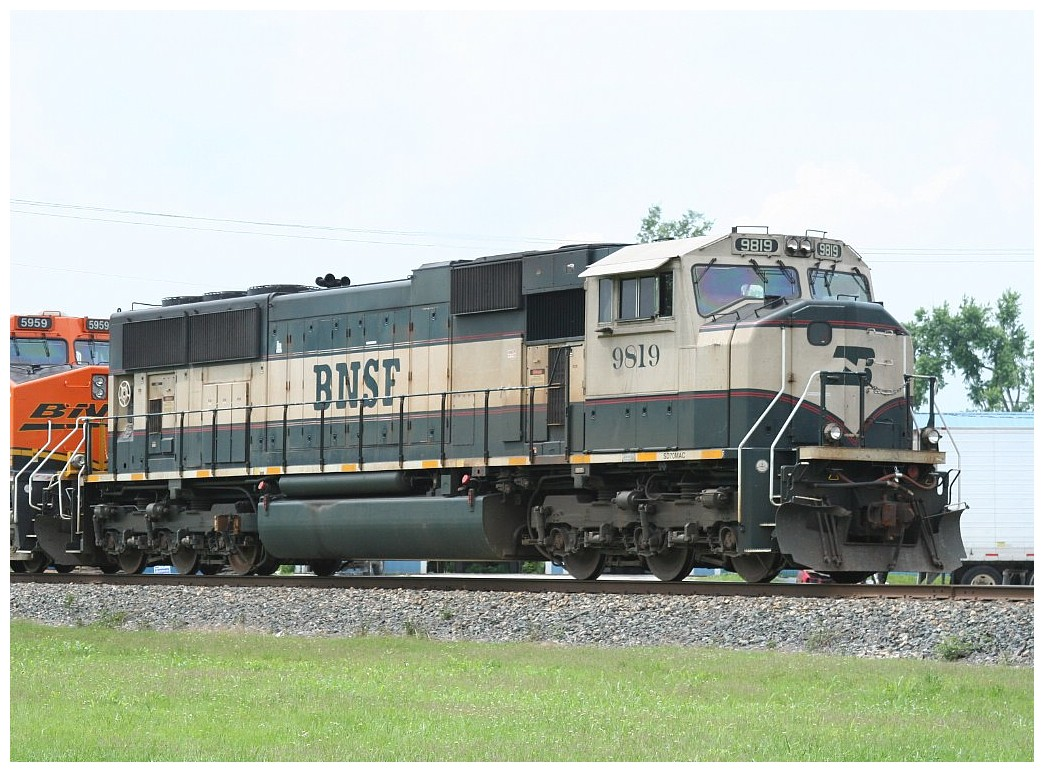